# 2014 في السعودية
تحتوي هذه المقالة على أهم الأحداث التي شهدتها السعودية في 2014،والتي توافق 1435 و1436 هجري , إضافة إلى أهم الشخصيات السعودية التي وُلدت أو تُوفيت في هذه السنة.

## السياسة

### الحكم
الملك: عبد الله بن عبد العزيز آل سعود

### تعيينات

#### فبراير
- 2: سامي بن عبد الله الصالح، سفير السعودية لدى الأردن.

#### مايو
- 14: تعيين الأمير تركي بن عبد الله بن عبد العزيز آل سعود أميرًا لمنطقة الرياض

#### ديسمبر
- فهاد بن معتاد الحمد، وزير الاتصالات وتقنية المعلومات.

### إعفاءات

#### أبريل
- 15: إعفاء الأمير بندر بن سلطان بن عبد العزيز آل سعود من منصب رئيس الاستخبارات العامة.

#### مايو
- 14: إعفاء الأمير سلمان بن سلطان بن عبد العزيز آل سعود من منصبه كنائب وزير الدفاع.

#### يوليو
- 20: إعفاء الدكتور ماجد بن عبدالله القصبي -رئيس الشؤون الخاصة لسمو ولي العهد من منصبه.

## أحداث
- - المملكة العربية السعودية تحقق 7 ميداليات حصيلة المنتخبات السعودية في دورة إنشون الآسيوية عن طريق 3 اتحادات رياضية فقط هي الفروسية وألعاب القوى والكاراتيه. [1]
- مقتل المبتعثه السعودية في بريطانيا ناهد بنت ناصر بن مانع الزيد .
- نجاح عملية فصل التوأم السعودي رنا ورنيم بعد قرابة 18 ساعة متواصلة . [2]

### يناير
- 5: هبوط طائرة تابعة للخطوط الجوية السعودية على متنها أكثر من 300 راكب قادمة من إيران في مطار المدينة المنورة بشكل اضطراري وبدون عجلات نتيجة عطل فني وإصابة 21 شخص بإصابات طفيفة
- 14: إطلاق نار على سيارة تابعة للسفارة الألمانية بالمملكة، أثناء تواجدها بمدينة العوامية في محافظة القطيف لإطلاق نار من مجهولين ما أسفر عن احتراقها ونجاة راكبيها الألمانيين اللذين يحملان الصفة الدبلوماسية وذلك بمساعدة أحد المواطنين.
- 23: زلزال يضرب جازان وضواحيها في جنوب المملكة العربية السعودية بدرجة 5.1 بمقياس ريختر.

### فبراير
- 3: أمر ملكي بعقوبات على السعوديين المقاتلين في النزاعات الخارجية تتراوح ما بين السجن من 3 أعوام إلى 20 عامًا وإذا كان عسكريًا من 5 أعوام إلى 30 عامًا.
- 8: اندلاع حريق بأحد فنادق المدينة المنورة يتسبب بمقتل 15 وإصابة 130 معظمهم من المعتمرين والزوار.
- 25:سقوط مروحية تابعة للقوات المسلحة الملكية السعودية قرب الباحة جنوب غرب المملكة العربية السعودية وإصابة خمسة من طاقم المروحية.

### مارس
- 5: سحبت كلًا من السعودية والبحرين والإمارات العربية المتحدة سفرائها لدى قطر بسبب ما وصفوه بعدم التزام الدوحة بمقررات تم التوافق عليها سابقًا بمجلس التعاون الخليجي.
- 7: السلطات السعودية تعلن جماعة الإخوان المسلمين وجبهة النصرة وتنظيم الدولة الإسلامية في العراق والشام وحزب الله منظمات إرهابية. وتمهل السعوديين المشاركين في أعمال قتالية في الخارج بالعودة خلال 15 يومًا.
- 18: إقامة منتدى جدة الاقتصادي.[3]
- 27: أمر ملكي بإستحداث منصب ولي ولي العهد وتعيين الأمير مقرن بن عبد العزيز آل سعود وليًا لولي العهد .[4][5]
- 28: نادي النصر السعودي يحقق لقب دوري المحترفين السعودي لكرة القدم لأول مرة منذ عام 1995 بعد غياب لمدة 19 عام .

### أبريل
- 2: استقلال جامعة بيشة لتصبح جامعة مستقلة.[6]
- 3: إجراء مناورة الدرع الأخضر 4.

- 16: القوات المسلحة السعودية والحرس الوطني السعودي ووزارة الداخلية السعودية تجري مناورات عسكرية هي الأكبر في تاريخ السعودية أطلقت عليها اسم مناورات سيف عبد الله .

### مايو
- 1: الملك عبدالله يفتتح ملعب الجوهرة المشعة في مدينة جدة.
- 3: افتتاح متحف دار التراث في الأحساء.[7]
- 6: أعلنت وزارة الداخلية السعودية عن القبض على خلية مكونة من 62 شخص مرتبطة بتنظيم الدولة الإسلامية كانت تخطط لشن هجمات داخل السعودية.

### يونيو
- 21: جدة التاريخية ضمن قائمة مواقع التراث العالمي في اليونيسكو.[8]

### يوليو
- 3: حقق العداء السعودي يوسف مسرحي ذهبية سباق 400 م في دورة الألعاب الآسيوية في لوزان، مسجلًا 44.43 ليكون الرقم القياسي الآسيوي الجديد.
- 4:الهجوم على منفذ الوديعة البري الحدودي وعلى مبنى المباحث العامة السعودية في مدينة شرورة جنوب السعودية ومقتل 4 عسكريين سعوديين وتنظيم القاعدة يتبنى الهجوم .
- 8: قصف ب3 صواريخ قصيرة المدى من نوع غراد قادمة من الأراضي العراقية إستهدفت مناطق سكنية في قرية جديدة عرعر شمال السعودية لكنها سقطت دون وقوع إصابات أو اضرار والأفراد أو المجموعات المهاجمة بقيت مجهولة ولم يتبنى أي طرف القصف.

### أغسطس
- إصدار خادم الحرمين الشريفين الملك عبدالله بن عبد العزيز آل سعود أمر بتقديم مبلغ مليار دولار مساعدة للجيش اللبناني؛ للمحافظة على أمن واستقرار لبنان.

### سبتمبر
- 7: الإعلان إنشاء جسر الملك حمد الذي يربط شمال البحرين بالمملكة العربية السعودية.[9]
- 23: أعلنت القوات الجوية الملكية السعودية عن إستهدافها مواقع تنظيم الدولة الإسلامية في سوريا ضمن ضربات التحالف الدولي ضد داعش.

### أكتوبر
- 14: إطلاق نار على أمريكيين إثنين في العاصمة الرياض، وتسبب الهجوم في مقتل أحدهم وإصابة الآخر.

### نوفمبر
- 3: اعتداء عن طريق إطلاق النار على حسينية للشيعة في قرية الدالوة بمحافظة الأحساء بالمنطقة الشرقية للمملكة العربية السعودية، تسببت في مقتل 8 أشخاص وأصيب 9 آخرون.
- 13: بداية النسخة 22 من كأس الخليج لكرة القدم في الرياض
- 17: عودة سفراء المملكة العربية السعودية والإمارات العربية المتحدة ومملكة البحرين إلى دولة قطر بعد أزمة سحب السفراء في شهر مارس الماضي.
- 24: إنشاء هيئة تطوير المنطقة الشرقية.[10]

### ديسمبر
- 21: قامت قوات الأمن السعودية بمداهمة استباقية لأشخاص مشتبه بهم في تورطهم في الحوادث الإرهابية في مدينة العوامية وبادر المشتبه بهم بإطلاق النار، ونتج عن تبادل إطلاق النار مقتل أربعة من المشتبه بهم ومن بينهم المشتبه به الرئيسي في إطلاق النار على الجندي عبد العزيز بن أحمد العسيري، كما أصيب رجل أمن بإصابة متوسطة.

## وفيات

### مارس
- 5: عبد الرحمن الفيصل بن عبد العزيز آل سعود (و. 1941).[11]

- 13: زيد بن محمد المدخلي، رجل دين سعودي (و. 1938).

### أبريل
- 19: عبد الله بن شايق، شاعر نبطي سعودي (و. 1960).

### مايو
- 25: عبد العزيز الخويطر، سياسي سعودي ووزير سابق (و. 1918).

### يوليو
- عبد الجبار اليحيى، فنان تشكيلي وكاتب ومترجم وناقد فني سعودي (و. 1931).[12]

### أغسطس
- 4: عبد الله بن علي آل الشيخ مبارك، مؤرخ وأكاديمي سعودي (و. 1921).[13]
- 12: صالح الزير، ممثل سعودي.

### سبتمبر
- 22: طاهر الأحسائي، مغني وملحن سعودي (و. 1929).[14]

### نوفمبر
- 6: محمد رضي الشماسي، شاعر وأكاديمي سعودي (و. 1939).[15]
- 15: زياد السلامي، لاعب النادي الأهلي السابق ونادي أبها الحالي لكرة القدم.

### ديسمبر
- 15: سعد الحميد: شاعر غنائي سعودي (و. 1959).
- 29: رشيد الزلامي، شاعر نبطي سعودي (و. 1926).[16]